# Culture et civilisation du Premier Empire bulgare

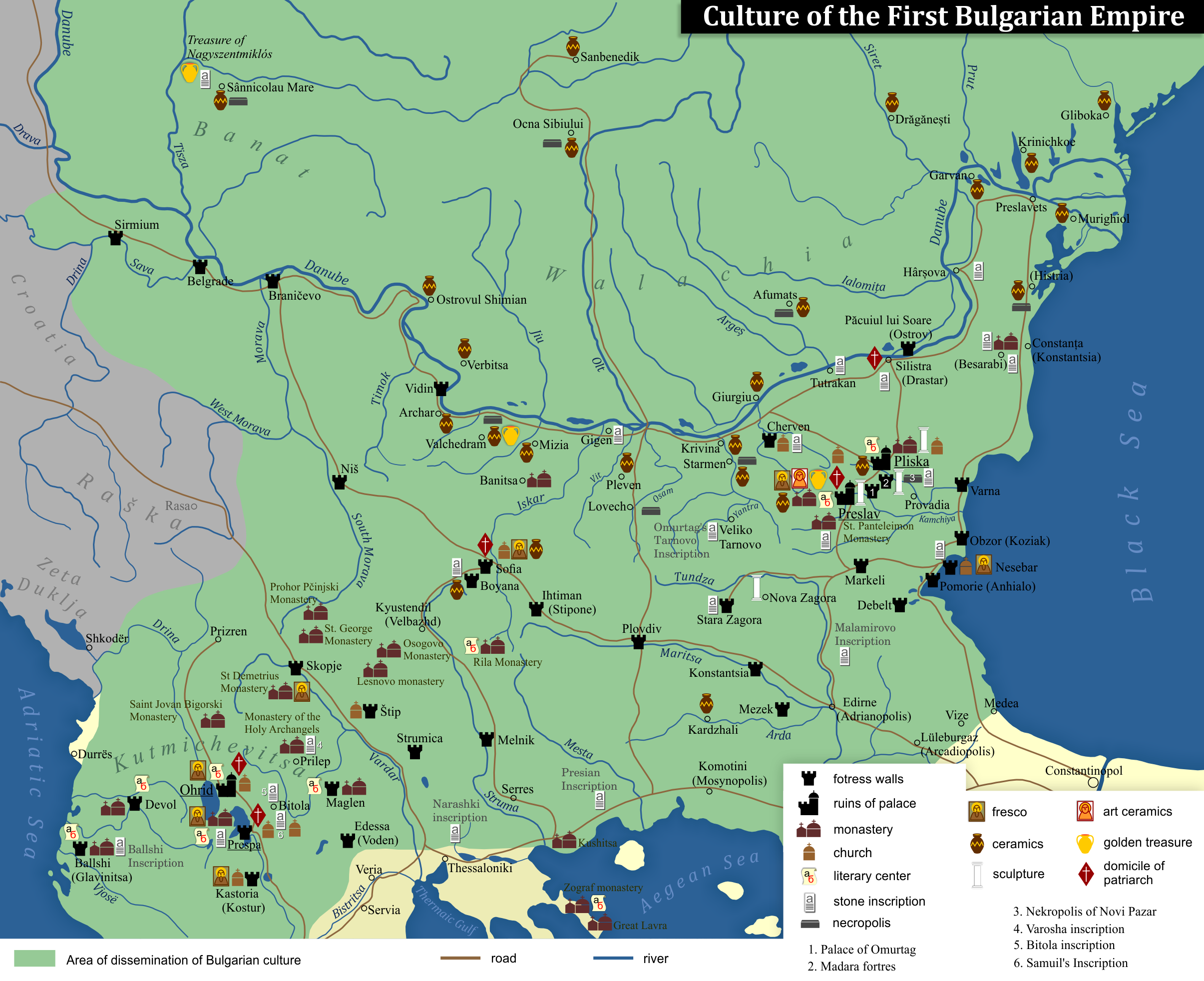
Sites culturels du Premier Empire bulgare.

La culture et de la civilisation du Premier Empire bulgare sont issues de l’osmose, de part et d’autre du bas-Danube, entre principalement trois apports : celui de la aristocratie proto-bulgare de boyards initialement tengristes, fondateurs de l’État auquel ils donnèrent leur nom (България et en grec Βουλγαρία : Bulgarie) ; celui des Slaves païens installés dans les Balkans depuis le VIe siècle, qui leguèrent au nouvel État sa langue (le slavon qui deviendra aussi sa langue liturgique) et de nombreuses traditions populaires ; et celui du christianisme oriental des slaves christianisés, des valaques, des grecs, des albanais et autres, qui avaient été byzantins avant de devenir bulgares à la suite de la victoire d’Ongal gagnée par le khan Asparoukh sur les armées du basileus Constantin IV, et qui perpétuèrent le mode de vie byzantin dans leur nouvelle patrie. De cette osmose et de la foi chrétienne de rite grec, proviennent deux alphabets nouveaux adaptés aux langues slaves, dérivés de l’alphabet grec : le glagolitique et le cyrillique, matrices le toute la littérature slave.
Au sommet de sa puissance, sous Boris Ier, le Premier Empire bulgare s’étendait du moyen-Danube au Dniestr et de la mer Adriatique à la mer Noire, ne laissant aux Byzantins que les côtes des actuelles Albanie, Grèce et Thrace. La civilisation ainsi créée est décrite dans l’historiographie universitaire bulgare comme « culture de Pliska-Preslav », du nom des deux premières capitales de l’État, mais les ouvrages grand-public la présentent généralement par anticipation comme étant l’identité nationale bulgare moderne, déjà formée ; en fait, cette identité moderne puise certes aux souvenirs de la culture et de la civilisation du Premier et du Second Empire bulgares, mais date de la Renaissance bulgare.
La capitale initiale du Premier Empire bulgare fut Pliska, énorme campement s’étalant sur 23 km2 ; la seconde fut Preslav, couvrant 5 km2 ; les deux se situaient dans le Nord-Est de l'actuelle Bulgarie et étaient divisées en une « ville intérieure » comprenant le palais du khan avec les bains, les édifices religieux et les résidences de la noblesse, et une « ville extérieure » où l’on trouvait des propriétés, églises et monastères, échoppes artisanales et entrepôts commerciaux.
Après l’adoption du christianisme en 864 par l’aristocratie proto-bulgare jusque-là tengriste, apparut un style d’architecture religieuse, dont témoigne la Grande basilique de Pliska (l’une des plus grandes églises de son temps). Sous le règne de Siméon Ier fut adopté le style dit « à croix centrée » comme plan-type des églises. Le monastère Saint-Naum, appelé à devenir un important centre de diffusion littéraire, la cathédrale Sainte-Sophie d'Ohrid et la basilique Saint-Achille de Larissa comptent parmi les meilleurs exemples de l’architecture sacrée bulgare.
Le monument le plus frappant de l’art de cette époque est le Cavalier de Madara, large rocher sculpté du nord-est de la Bulgarie, entré au Patrimoine de l’Humanité en 1979. Au Xe siècle, les ateliers de céramique de Preslav produisaient des tuiles en grande partie exportées vers l’étranger et servant à la décoration des grands édifices publics.
La littérature put se répandre grâce à la création de l’alphabet glagolitique suivi de l’alphabet cyrillique et à l’appui de grands personnages comme l’empereur Siméon Ier que divers historiens ont cru reconnaitre sous les traits du moine-écrivain Chrabr.

## Création de l’identité bulgare
Avant même la création d’un État bulgare dans le cadre duquel se formera une identité propre les Slaves, arrivés récents, avaient commencé à s’acculturer à la population thrace déjà établie. Après l’arrivée des tribus bulgares conduites par Asparoukh en 681 la population s’accrut de même que la densité des colonies de peuplement, de telle sorte que les différences entre les diverses tribus slaves tendirent à s’effacer alors que s’accroissaient les communications au sein du pays. Dans la seconde moitié du IXe siècle, Bulgares, Slaves, Thraces romanisés ou hellénisés avaient vécu côte à côte depuis près de deux siècles et les Slaves étaient en voie d’acculturer et les Thraces et les Bulgares,. Nombreux étaient alors les Bulgares qui avaient adopté comme langue le vieux-slave ou vieux-bulgare, alors que la langue traditionnelle de l’élite bulgare était en voie d’extinction, ne laissant subsister que certains mots ou expressions,,. La christianisation de la Bulgarie, l’établissement du vieux-bulgare comme langue officielle à la fois de l’État et de l’Église sous Boris Ier (r. 852-889) et la création de l’écriture glagolitique contribuèrent grandement à la formation de l’identité bulgare au IXe siècle; ceci incluait la Macédoine où le khan bulgare Kuber créa un État bulgare existant aux côtés de celui d’Asparoukh,,.  La nouvelle religion devait porter un coup fatal aux privilèges de l’ancienne aristocratie bulgare; de même  nombreux étaient déjà les Bulgares qui parlaient la langue slave. Boris Ier utilisa le christianisme qui n’était d’origine ni slave ni bulgare pour rassembler les uns et les autres dans une culture commune. Le résultat fut qu’à la fin du IXe siècle, les Bulgares étaient réunis par un sentiment d’appartenance commun qui devait survivre à travers les siècles jusqu’à nos jours .

## Culture

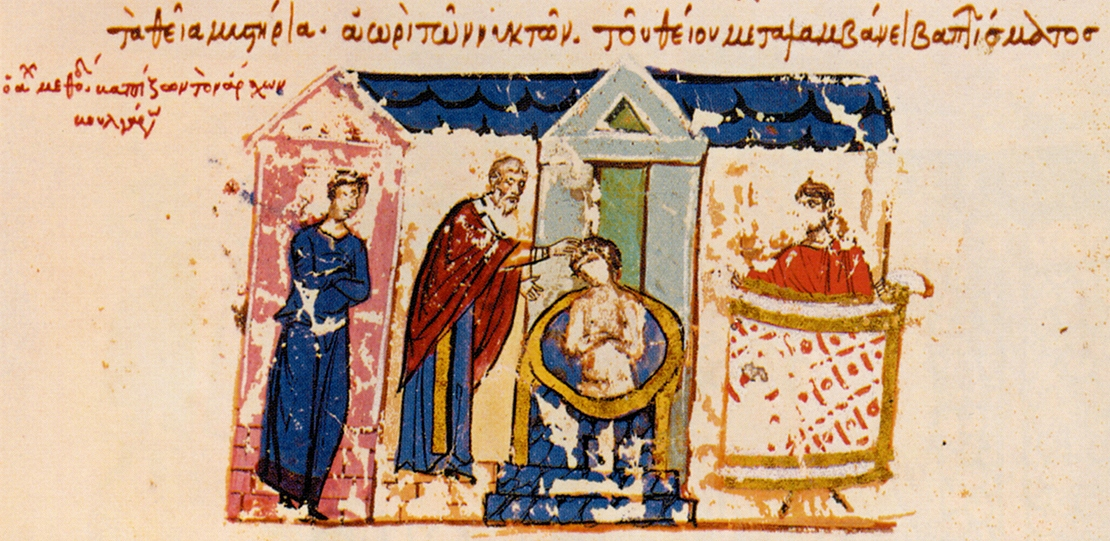
Le baptême de Boris Ier, étape importante vers l’unification de la nation (Madrid Skylitzès)

L’héritage culturel du Premier Empire bulgare est généralement défini dans l’historiographie bulgare comme la « culture Pliska-Preslav » du nom des deux premières capitales, Pliska et Preslav, où sont concentrés la plupart des monuments qui ont survécu et qui ont été mis au jour près de Madara, Shumen, Novi Pazar et le village de Han Krum dans le nord-est de la Bulgarie ainsi que sur le territoire de la Roumanie moderne où les archéologues roumains l’ont appelée « Culture de Dridu » (culture balkano-danubienne) . On a également retrouvé des vestiges du Premier Empire dans le sud de la Bessarabie, maintenant divisée entre l’Ukraine et la Moldavie, de même que dans les actuelles républiques de Macédoine, de Grèce et d’Albanie,. Le traité sur les bogomiles rédigé par l’ecclésiastique bulgare connu sous le nom de  Cosmas le prêtre nous décrit l’élite bulgare comme riche, avide de collectionner les livres et de construire églises et  monastères, impression que confirment les vestiges parvenus jusqu’à nous,.

## Architecture

### Architecture civile

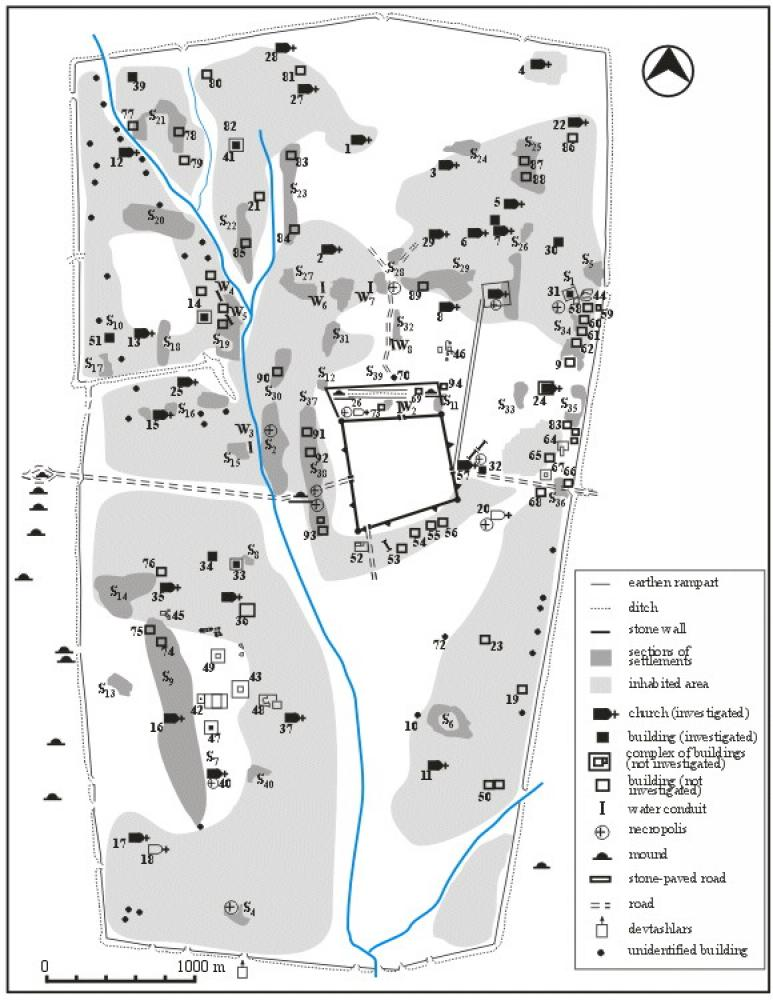
Carte du site archéologique de Pliska.

La première capitale, Pliska, donnait au départ l’impression d’un vaste campement de quelque 23 km2 dont les côtés est et ouest mesuraient 7 km de long, le côté nord 3,9 km et le côté sud 2,7 km. L’ensemble était entouré d’une tranchée de 3,5 m de largeur à sa base et 12 m sur le dessus avec un talus de terre de mêmes proportions (12 m à sa base et 3,5 m sur le dessus). Le centre de la ville mesurait 740 m au nord et au sud, 788 m à l’ouest et 612 m à l’est. Il était protégé par un mur de 10 m de hauteur et de 2,6 m d’épaisseur, construit de gros blocs de pierre taillée. On y trouvait quatre portes protégées par deux paires de tours quadrangulaires. Aux coins se trouvaient des tours cylindriques et des tours pentagonales disposées entre les tours de coins et les portes. Dans ce centre-ville étaient situés le palais du khan, des temples et les maisons des nobles. Le palais royal comportait des bains, une fontaine et un système de chauffage. S’y trouvaient également de nombreuses tavernes de même que des boutiques et des ateliers.
Les Bulgares de l’époque construisirent également des forteresses servant de résidences, qualifiées de « palaces fortifiés » (auls) par les auteurs byzantins de l’époque. Un exemple de ce type de construction est le Aul d’Omourtag , mentionné dans une inscription gravée sur une colonne, et qui comporte de nombreuses similarités avec celui de Pliska comme la présence de bains et l’utilisation de techniques de  construction monumentale composée de grands blocs de pierre calcaire. Les archéologues y ont découvert un lion de pierre endommagé qui avait à l’origine un mètre de hauteur et correspondait à la description donnée par l’inscription : « Dans la plaine de Pliska où il demeurait, [Omourtag] fit construire un camp (aulis) près de [la rivière] Ticha… ; il y fit construire un pont franchissant la Ticha avec un campement [où il mit] quatre colonnes dont deux surmontées d’un lion. Les mêmes méthodes de construction furent utilisées pour une forteresse sur l’ile du Danube de Păcuiul lui Soare (en Roumanie d’aujourd’hui) dont le plan de la porte est similaire à ce qu’on trouve à Pliska, à Preslav et dans le Aul d’Omourtag. La forteresse de Slon, construite au point névralgique qui faisait communiquer les mines de sel de Transylvanie au territoire situé au sud du Danube, construite de manière identique, était située plus au nord sur le versant sud des Carpathes.
La seconde capitale, Preslav, avait une superficie de 5 km2 formant un pentagone irrégulier. Comme Pliska, elle était divisée en une « ville intérieure » et une « ville extérieure ». La ville fut transformée par un programme de construction intensif sous Siméon Ier (r. 893 – 927) qui rêvait de concurrencer Constantinople. La ville intérieure contenait deux palais que les archéologues ont appelés « Palais de l’ouest » et « Salle du trône », reliés entre eux. Très peu d’éléments décoratifs ont survécu : quelques plaques de marbre et deux colonnes monolithiques de marbre vert qui servaient vraisemblablement de support à une arche dans la salle du Trône. L’ensemble du complexe était plus vaste que le palais de Pliska et était entouré d’un mur de même que les bains attenant au mur du sud.  Une voie royale recouverte de plaques de pierre reliait la porte nord et le complexe, devant lequel elle s’élargissait en une place de grande dimension . La ville extérieure renfermait les propriétés privées, des églises, des monastères, des ateliers et autres demeures. Attenant au côté extérieur des portes sud de la ville intérieure se trouvait un édifice commercial comprenant dix-huit salles pour le commerce au rez-de-chaussée et des habitations au premier étage. De façon générale, les édifices commerciaux, artisanaux et monastiques étaient de forme rectangulaire, le rez-de-chaussée étant réservé au travail et le premier étage à l’habitation. Certains édifices avaient des planchers recouverts de marbre ou de tuiles de céramique, d’autres avaient des vérandas au premier étage. On y trouverait deux genres de plomberie pour amener l’eau des montagnes avoisinantes, l’une faite de tuyaux de maçonnerie, l’autre de tuyaux d’argile.

### Architecture sacrée

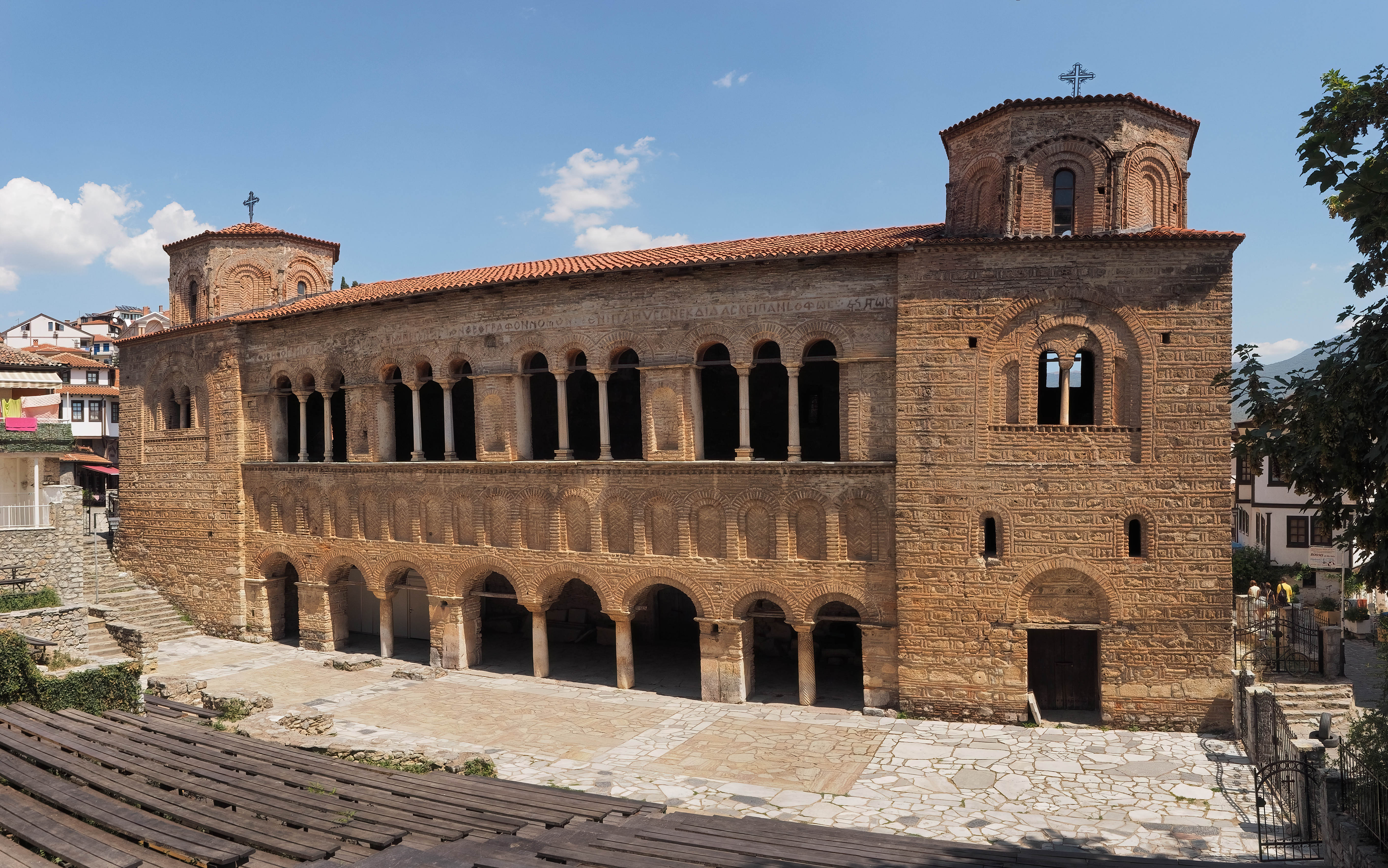
Église de la Sainte-Sagesse (Sainte-Sophie) d’Ohrid.

Avec l’adoption du christianisme en 864 débuta un intense programme de construction d’églises et de monastères à travers l’empire. Nombre d’entre eux furent construits sur les ruines d’anciens temples païens. Cette nouvelle architecture religieuse modifia considérablement l’apparence des villes et forteresses. Ces constructions étaient non seulement le fait de l’État, mais aussi de généreux donateurs appelés ktitors. Parmi les premières à être construites après 864 figure la Grande Basilique de Pliska. Ce fut l’une des plus impressionnantes constructions de son temps de même que la plus longue église d’Europe avec un plan rectangulaire de 99 m de longueur,. La basilique était divisée en deux sections de dimensions presque égales : un atrium spacieux et le corps de l’édifice.
Au cours du règne de Siméon Ier  fut introduit le plan architectural dit plan centré à croix grecque avec dôme qui devint le plan-type de l’architecture sacrée. Preslav se dota de dizaines d’églises et d’au moins huit monastères. Les églises étaient décorées de céramiques et d’une variété de motifs décoratifs. L’exemple typique de ce style architectural ecclésiastique est la rotonde de Veliki Preslav. Cette rotonde surmontée d’un dôme comportait une colonnade à deux niveaux à l’intérieur ainsi qu’un atrium ceinturé avec niches et colonnes ,. Le style de cette église accusait des influences arméniennes, byzantines et carolingiennes. Nombre de monastères étaient construits dans des cavernes comme celui du complexe de Murfalar où des fouilles ont permis de découvrir des murales de pierre en relief et des inscriptions en alphabets glagolitique, cyrillique et grec, de même que des runes bulgares.

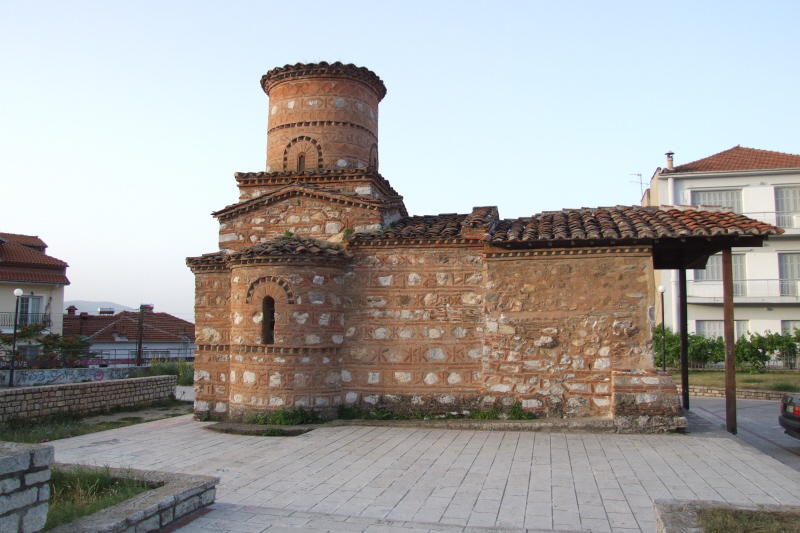
Église Notre-Dame-de-Kostour.

Au sud-ouest de la région de Kutmichevitsa, Clément d’Ohrid fit construire le monastère de Saint-Panteleimon et deux églises « de forme ronde et sphérique » vers la fin du IXe siècle. En 900, « le pieux tsar Michel-Boris et son fils tsar Siméon » firent construire le monastère de Saint-Naum sur les bords du lac d’Ohrid, à quelque 30 km au sud de la ville afin d’y établir un centre littéraire. Parmi les autres édifices importants, mentionnons l’église de la Sainte-Sagesse (Sainte-Sophie) d’Ohrid ainsi que la basilique Saint-Achille sur une ile du lac de Prespa dont les dimensions (30 sur 50 m) étaient modelées sur celles de la Grande Basilique de Pliska. Ces églises comportaient trois nefs et trois absides. Parmi les édifices qui sont parvenus jusqu’à nous et qui représentent la culture bulgare de l’époque figurent trois petites églises datant de la fin du IXe siècle ou du début du Xe siècle à Kostur et l’église du village de German (maintenant en Grèce) .

## Art

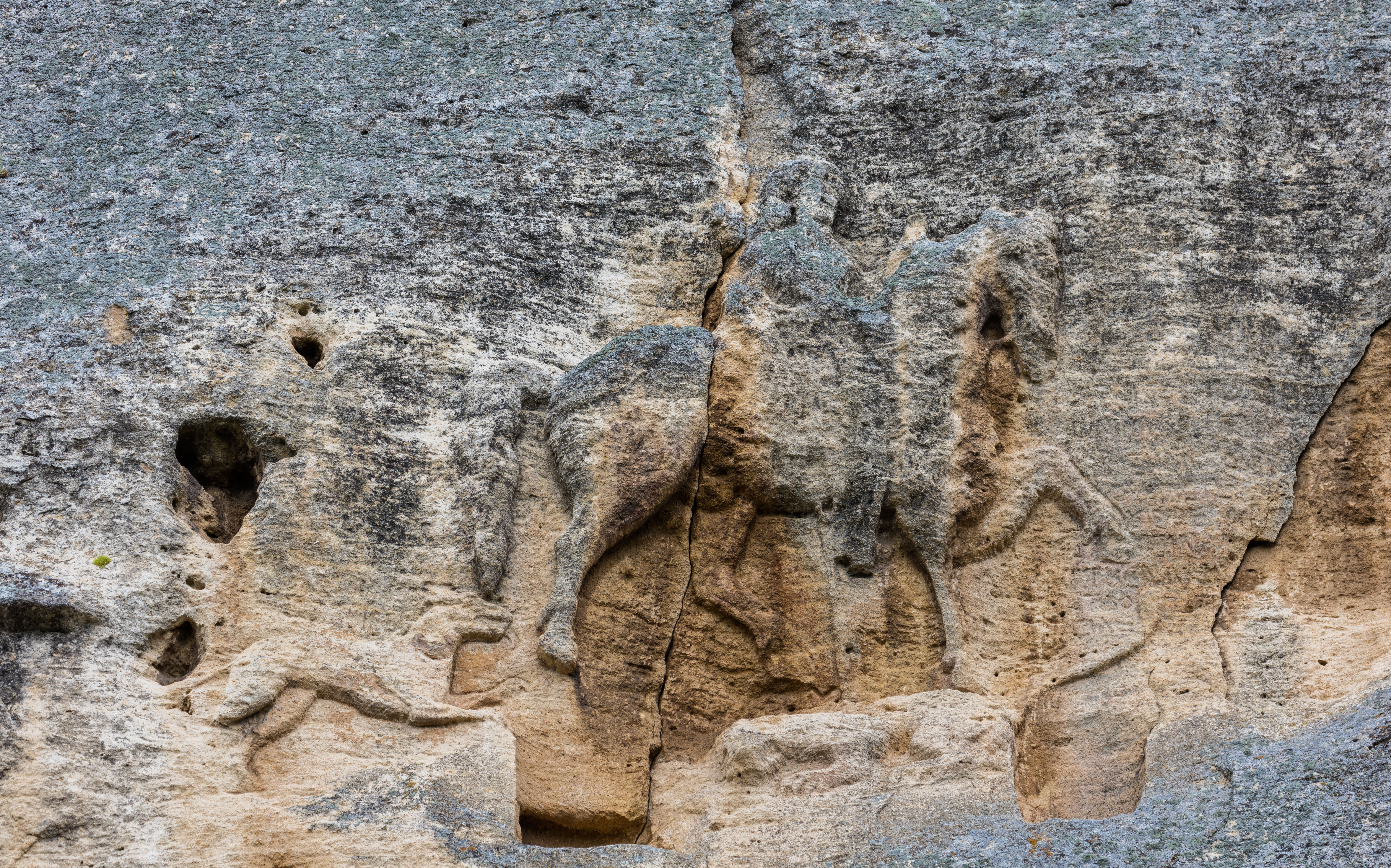
Le cavalier de Madara.

Le monument le plus représentatif de l’époque est le « cavalier de Madara », un imposant relief sculpté à flanc de montagne sur ordre du khan Tervel pour célébrer son triomphe de 705. C’est le seul relief de ce genre en Europe. La composition représente un cavalier, un lion et un chien à 23 m au-dessus du sol sur une paroi presque verticale de 100 m dans le plateau de Madara. Les trois personnages sont en motion. Le cavalier, orienté vers la droite, darde une lance vers le lion qui git aux pieds du cheval; sur la gauche, le chien court après le cavalier. Le halo entourant le cavalier et ses vêtements de même que l’oiseau devant la figure du cavalier sont à peine reconnaissables, effet de l’érosion et de l’état général du monument. Le « cavalier de Madara » entra au Patrimoine mondial de l’Humanité de l’UNESCO en 1979.
La signification et le symbolisme du groupe n’est pas certain, pas plus que la tradition de maçonnerie qui l’a vue naitre. L’origine du relief doit être vue dans l’ethnogenèse bulgare, la culture du guerrier semi-nomade à cheval que l’on retrouve dans la steppe eurasiatique,. Il offre toutefois des ressemblances avec la tradition de sculpture en relief à flanc de montagne des Perses sassanides,,. Ce cavalier-héros se retrouve aussi couramment dans la tradition turco-altaïque et dans la mythologie Alane.  On le relie souvent à la divinité bulgare Tangra, mais le philologue russe Vladimir Toporov y voit plutôt la divinité iranienne Mithra. D’autres encore y voient un exemple du cavalier thrace, un motif récurrent d’une divinité prenant la forme d’un cavalier, dans la mythologie paléo-balkanique.
La sculpture, notamment sur pierre, se développa, devenant en forte demande pour les édifices publics et religieux. Les fouilles de Preslav ont permis de mettre au jour de nombreux exemples de sculptures sur marbre. Les motifs décoratifs étaient faits d’animaux, tels que griffons, lapins et oiseaux, de même que des végétaux, le plus souvent des palmettes ou des feuilles de vigne, ainsi que des motifs géométriques. On a également trouvé des sculptures en trois dimensions dans l’église no 1 de Preslav sous forme de têtes de lions et lionnes.

## Céramique

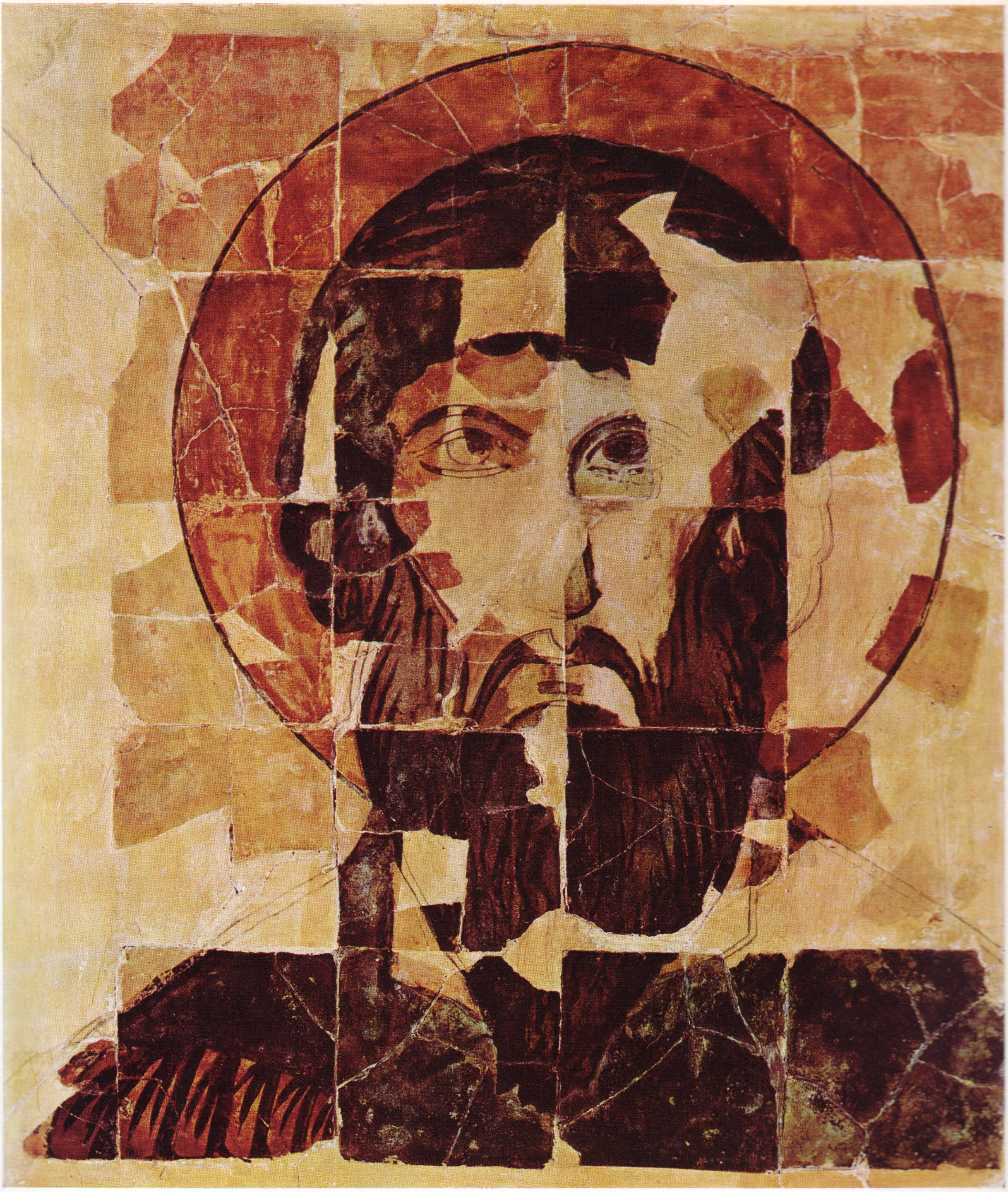
Icône en céramique de saint Théodore, vers 900.

C’est dans les nécropoles de Novi Pazar, Devnya et Varna que l’on a découvert le plus grand nombre d’objets destinés à l’usage domestique. Contrairement à la coutume slave, les récipients étaient faits à l’aide d’un tour de potier. La forme et la décoration des premières poteries bulgares étaient similaires à celles trouvées dans le nord du Caucase, en Crimée et sur les bords de la mer d’Azov. La multiplication des échanges avec l’Empire byzantin après l’adoption du christianisme conduisit à une diversification des formes et de la décoration des poteries bulgares sans autre précédent dans le monde slave.
Typique de la culture de Pliska-Preslav est la décoration des palais et églises avec des plaques de céramique laquées, indication possible d’une influence moyen-orientale (arabe) . Elles étaient faites d’argile blanche appelée kaolin. Au cours du Xe siècle, les ateliers de céramiques de Preslav et des environs produisaient une tuile de céramique de grande qualité, appelée « céramique de Preslav » abondamment utilisée dans les grands projets de construction et souvent exportée à l’étranger. Beaucoup d’entre elles portent, au verso, des lettres en caractères cyrilliques ou glagolitiques. Des tuiles similaires ont été découvertes à Kiev, indiquant une influence bulgare en Rus’ kiévienne. Ces plaques de céramique étaient peintes en majorité d’éléments géométriques ou illustrées de plantes, voire d’oiseaux. Certaines reproduisaient la Vierge, les saints et les apôtres, soit en pied, soit en buste, soit en médaillon. Toutefois, seuls des fragments ont survécu à la destruction de Pliska et de Preslav. L’une des plus connues et également des mieux conservées est l’icône de saint Théodore, faite de vingt tuiles juxtaposées, trouvée dans les ruines du monastère Patleina de Saint-Panteleimon dans les faubourgs de Preslav où se trouvait précisément l’un de ces ateliers,. L’utilisation sur une grande échelle des tuiles de céramique pour la décoration à Preslav et les églises avoisinantes date probablement d’avant son utilisation à Constantinople.

## Littérature

### Création du système d’écriture slave

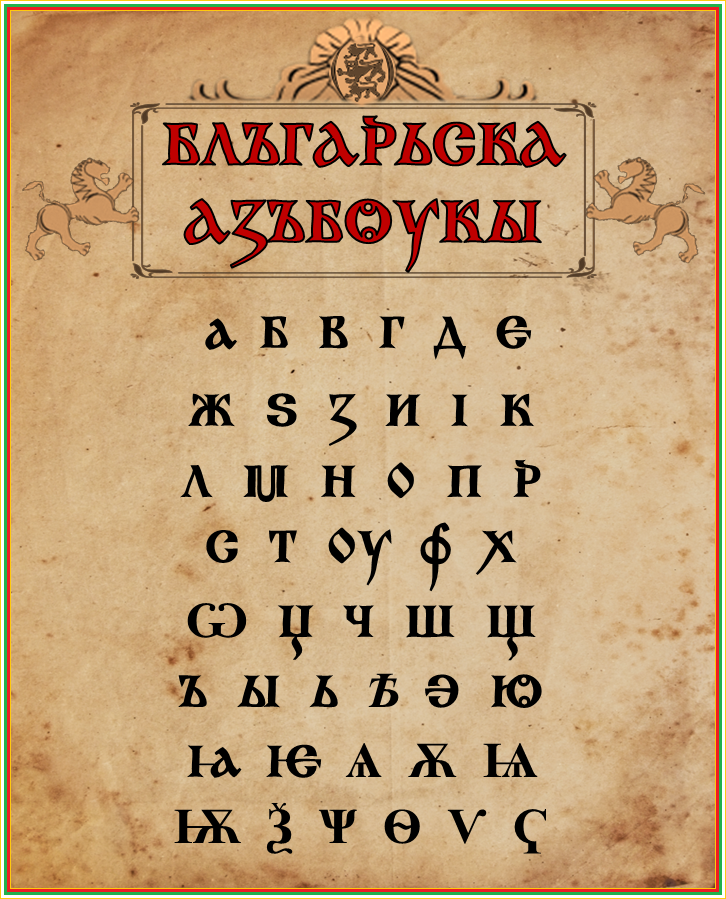
Alphabet glagolitique.

Bien que Boris Ier ait réussi à établir une Église nationale autonome, les livres dont se servait le haut clergé ainsi que les manuels théologiques étaient encore écrits en grec, ralentissant les efforts pour convertir le peuple à la nouvelle religion. Entre 860 et 863, les moines Cyrille et Méthode créèrent l’alphabet glagolitique, le premier alphabet slave, pour répondre aux souhaits de l’empereur byzantin qui voulait convertir la Grande Moravie au christianisme orthodoxe,. Le langage qui servit de point de départ était un dialecte slave parlé dans la région de Thessalonique.
La mission donnée aux deux frères de créer une liturgie proprement slave en Grande Moravie devait ultimement échouer. Mais en 886 leurs disciples, Clément, Naum et Angelar, bannis de Grande Moravie, furent accueillis à bras ouverts par Boris Ier.
Le khan confia alors à ceux-ci la fondation de deux académies théologiques qui auraient pour mission d’instruire le futur clergé bulgare en langue vernaculaire. Clément se dirigea vers le sud-ouest et  la province de Kutmichevitsa en Macédoine où il fonda l’Académie littéraire d’Ohrid qui devait accueillir de 886 à 907 quelque 3 500 élèves,.  Naum fonda son école littéraire dans la capitale, Pliska, qui devait plus tard se déplacer vers la nouvelle capitale, Preslav. Par la suite, Naum devait également rejoindre Ohrid. À l’époque, un archevêque byzantin résidait encore à Pliska, d’où l’idée de créer un tel centre hors de la capitale. Éventuellement, à la fin du IXe siècle ou au début du Xe siècle, fut créé l’alphabet cyrillique à l’école littéraire de Preslav. Basé sur l’alphabet grec, il comprenait quatorze lettres spéciales pour des sons inexistants dans cette langue, soit en tout trente-huit lettres . Progressivement, ce nouvel alphabet remplaça le glagolitique en Bulgarie et se répandit dans tout le monde orthodoxe slave.

### Activité littéraire

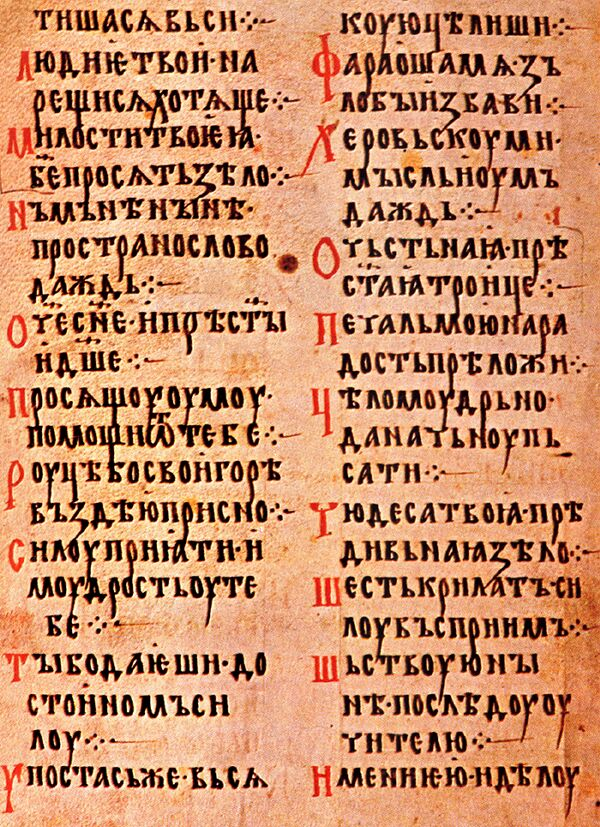
Page tirée de « L’alphabet en prière » par Constantin de Preslav.

La création du vieux-slave ou vieux-bulgare liturgique eut entre autres effets d’éviter l’acculturation des Slaves du sud par les cultures environnantes tout en favorisant la formation d’une identité bulgare distincte. Au départ, la priorité fut donnée à la traduction de textes grecs byzantins concernant la théologie, l’histoire et la géographie. L’activité littéraire s’épanouit sous Siméon Ier, lui-même intéressé par la littérature,. Il rassembla à sa cour nombre d’érudits qui non seulement traduisirent énormément de textes, mais encore composèrent de nouveaux ouvrages. Parmi les plus éminents d’entre eux figurent Constantin de Preslav, Jean l'Exarque et Chernorizets Hrabar  dans lequel certains historiens reconnaissent Siméon Ier lui-même. Ils écrivirent des vies de saints, des panégyriques, des acolouthia, de la poésie, des hymnes liturgiques, des traités sur la musique d’église, etc..
L’un des premiers traités originaux fut « Sur les lettres » (О писмєньхъ) rédigé par Chrabr le moine défendant l’alphabet cyrillique contre ses critiques grecs byzantins, justifiant son existence et soulignant sa supériorité sur l’alphabet grec, arguant que ce dernier n’était ni le plus ancien alphabet conçu par l’homme, ni d’origine divine. Démontrant sa culture historique aussi bien que littéraire, il soutint, sous forme de questions et de réponses, que « Dieu ne créa pas d’abord l’hébreu ou le grec, mais bien le syrien, langue que parlait Adam... », soulignant au passage que « auparavant les Grecs n’avaient pas d’alphabet propre, mais écrivaient leur langue avec des lettres phéniciennes ». Constantin de Preslav et Jean l’Exarque traduisirent et adaptèrent des textes originaux . Ainsi, ce dernier compila le Shestodnev (Шестоднев-Hexameron) qui est pour nous une source d’informations sur l’empire au temps de Siméon Ier.
L’« Évangile didactique » de Constantin de Preslav fut le premier traité sur les sermons de la littérature slave; l’œuvre inclut la préface poétique Azbuchna molitva (Азбучна молитва – L’alphabet en prière) la première œuvre poétique écrite en bulgare. Par la suite, Cosmas le Prêtre écrivit un traité contre les bogomiles intitulé « Sermon contre les hérétiques », lequel en plus de ses arguments théologiques  contre les bogomiles constituait une critique sévère de la société bulgare de l’époque, en particulier sur les plans religieux et moral.
Outre la littérature officielle, on vit également apparaitre des textes apocryphes qui gagnèrent en popularité dans la seconde moitié du Xe siècle après la conquête et la domination byzantine de la Bulgarie. L’un de ces textes exprimant à la fois les aspirations et les craintes du peuple bulgare fut « Histoire de l’arbre de la croix » de Jérémie le Prêtre, jugé hérétique par l’Église orthodoxe et banni comme tel.
L’accélération de l’activité littéraire ainsi que les expériences tentées avec divers genres contribuèrent au développement du style, de la flexibilité et de l’expression du langage. La littérature produite en vieux-slave ou vieux-bulgare se répandit rapidement au nord où elle devint la lingua franca des Balkans et de l’Europe de l’Est,. Les érudits bulgares et leurs œuvres exercèrent leur influence sur le monde slave, y compris la Rus’ kiévienne, la Serbie et la Croatie médiévales, de même que sur des pays non-slaves comme la Valachie et la Moldavie,. Cette activité considérable s’arrêta subitement lors de la conquête de la Bulgarie par l’Empire byzantin. Dans les cent-cinquante années qui suivirent, les Byzantins s’employèrent à détruire systématiquement les textes écrits en vieux-bulgare. Aucun des textes écrits au cours du Premier Empire n’a survécu sur le territoire bulgare même; ceux qui sont parvenus jusqu’à nous sont des reproductions ultérieures venant en grande partie de Russie.